# Блохины
Блохины — старинный русский дворянский род татарского происхождения.
Согласно преданию, род этой фамилии происходит от царевича Золотой Орды Берки (крещённого с именем Аникей, прямого родоначальника дворян Аничковых), прибывшего в 1301 году к великому князю московскому Ивану І Калите. Название получили от одного из потомков Ивана Блохи.
В 1595 году Иван Блохин продал принадлежавшее ему часть сел Богоявленское и Медведицкое в Кашинском уезде дяде царя Годунову Дмитрию Ивановичу.
Иван Яковлевич Блохин воевода в 1616 на Унже, в Кологриве в 1617—1618 годах. Его потомки владельцы поместий в Тверском, Старицком и Угличском уездах. Блохин Алексей Михайлович воевода в Темникове в 1682—1683 годах.
При подаче документов 15 января 1687 году для внесения рода в Бархатную книгу была предоставлена родословная роспись Блохиных. Родословная роспись Блохиных и однородцев Аничковых и Уфимцевых были объединены в одно дело.
Род Блохиных записан Губернским дворянским депутатским собранием в VI часть дворянских родословных книг Костромской, Ярославской, Московской, Пензенской и Калужской губерний Российской империи.
Существует дворянский род Блохиных казацкого происхождения, ведущий своё начало от товарища Борзенской сотни (1714) Степана Блохи, пользовавшегося польским гербом Огоньчик..

## Известные представители
- Блохин Семей Исаевич — арзамаский городской дворянин в 1627—1629 годах.
- Блохин Иван Иванович (ум. 1643) — стольник патриарха Филарета (1627), стольник (1629), стряпчий (1636—1640).
- Блохин Афанасий Данилович — московский дворянин (1627—1636).
- Блохин Артемий Иванович — стольник царицы Марии Ильиничны (1658), стольник царицы Натальи Кирилловны (1671—1676), стольник (1679—1686).
- Блохин Алексей Михайлович — стряпчий (1658—1668), присутствовал при приеме английских послов в Москве (1664), стольник (1676—1692), сопровождал царя в поездках по монастырям — в 1676 году к Троице и в Звенигород, в 1679 году — к Троице, в 1694 году дежурил при гробе царицы Наталии Кирилловны.
- Блохина Матрёна Васильевна была с 1672 года одной из самых приближенных боярынь царицы Натальи Кирилловны и во время путешествий часто ездила в одном с нею экипаже[10].
- Блохин Алексей Артемьевич — комнатный стольник (1676—1692).
- Блохин Алексей Алексеевич — стольник царицы Прасковьи Фёдоровны (1686—1692).
- Блохин Иван Елисеевич — стольник (1696)[11].

## Описание гербов

#### Герб. Часть XII. № 112.
Чёрный щит разделен золотым крестом. В кресте в каждом конце по червлёному колосу. В чёрном поле по золотой шестиконечной звезде.
Щит увенчан дворянским коронованным шлемом. Нашлемник: два червлёных колоса, между ними золотая шестиконечная звезда. Намёт: справа чёрный с золотом, слева червлёный с золотом.
Герб этого дворянского рода был записан в Часть XII Общего гербовника дворянских родов Всероссийской империи, страница 112.

#### Герб. Часть II. № 45.
Иван Иванович Блохин, из дворян Пензенского уезда, лейб-компании вице-сержант, впоследствии полковник и комендант Казани, Высочайше подтверждён в потомственном дворянском достоинстве Российской Империи 31.12.1741. Герб — в ч. II Дипломного сборника, стр. 45

#### Малороссийский гербовник
Герб товарища Борзенской сотни Степана Блохи: в красном поле щита серебряное опрокинутое полукольцо, увенчаное стрелою. Нашлемник: две руки.